# 흰입술타마린
흰입술타마린(학명 : Saguinus labiatus)은 신세계원숭이에 속하는 타마린의 일종이다. 붉은배타마린으로도 불린다. 브라질과 볼리비아의 아마존 우림 지역에서 발견된다.
3종의 아종이 있다.
- Saguinus labiatus labiatus
- Saguinus labiatus rufiventer
- 토마스콧수염타마린 (Saguinus labiatus thomasi)